# 울진향교 대성전
울진향교 대성전(蔚珍鄕校 大成殿)는 대한민국 경상북도 울진군 울진읍에 있는 조선시대의 건축물이다. 1985년 8월 5일 경상북도의 문화재자료 제159호로 지정되었다.

## 참고 자료
- 울진향교 대성전 - 국가유산청 국가유산포털